# Micythus pictus
Micythus pictus är en spindelart som beskrevs av Tord Tamerlan Teodor Thorell 1897. Micythus pictus ingår i släktet Micythus och familjen plattbuksspindlar. Inga underarter finns listade i Catalogue of Life.